# Корінні народи Північно-східного Вудленду
Індіанці Північно-східного Вудленду — корінні індіанські народи та племена, що мешкали або мешкають на території, яка охоплює південно-східну частину Канади та східну частину США, окрім південного сходу. Північно-східний Вудленд є частиною Східного Вудленду і, у свою чергу, поділяється на три зони: прибережна, долина ріки Святого Лаврентія та узбережжя Великих озер.

## Список індіанських народів Північно-східного Вудленду

### Алгонкінські народи та племена
- Анішинаабе
  - Алгонкіни
  - Ніпіссінг
  - Оджибве
    - Міссісога
    - Сото

  - Оттава
  - Потаватомі
- Ассатіг
- Беотуки
- Вабанакі (конфедерація)
  - Абенакі
  - Малісіт
  - Мікмак
  - Пассамакводді
  - Пенобскот
- Вампаноаг (конфедерація)
  - Аквінна
  - Ассонет
  - Машпі
  - Наусет
  - Нантакет
  - Патуксет
  - Поканокет
  - Покассет
  - Херрінг-понд
  - Чаппаквіддік
- Вікокомоко
- Делавари (Ленапе)
- Доег
- Іллінойс
- Квінніпіак
- Кікапу
- Маскутен
- Массачусет
- Меноміні
- Могікани
- Монтокетт
- Мохегани
- Нантікок
- Наррагансетт
- Ніантік
- Ніпмук
- Повхатан (конфедерація)
  - Аккоханнок
  - Аппоматток
  - Аррохатток
  - Маттапоні
  - Нансемонд
  - Памункі
  - Паспахег
  - Раппаханнок
  - Чесапік
  - Чікахоміні
  - Чіскіак
- Патуксент
- Пекоти
- Піскатавей
- Погассетт
  - Потатук
- Поданк
- Покомтук
- Сак-Фокс
  - Месквокі (Фокс)
  - Саук
- Тунксіс
- Унквачог
- Чованок
- Чоптанк
- Шагтікок
- Шауні
- Шиннекок

### Ірокезькі народи та племена
- Венрохронон
- Гурони (Вайандоти)
- Ері
- Ірокези (конфедерація)
  - Каюга
  - Могавки
  - Онейда
  - Онондага
  - Сенека
  - Тускарора
- Лаврентійські ірокези
- Мехеррін
- Мінго
- Нейтраль
- Ноттовей
- Петун (Тіононтаті)
- Саскуеханнок
- Хонніасонт

### Сіуанські народи та племена
- Віннебаго (Хо-чанк)
- Манахок
- Монакан
- Монетон
- Окканічі
- Стегарак
- Стуканокс
- Тутело